# Internowanie ukraińskich obywateli Kanady

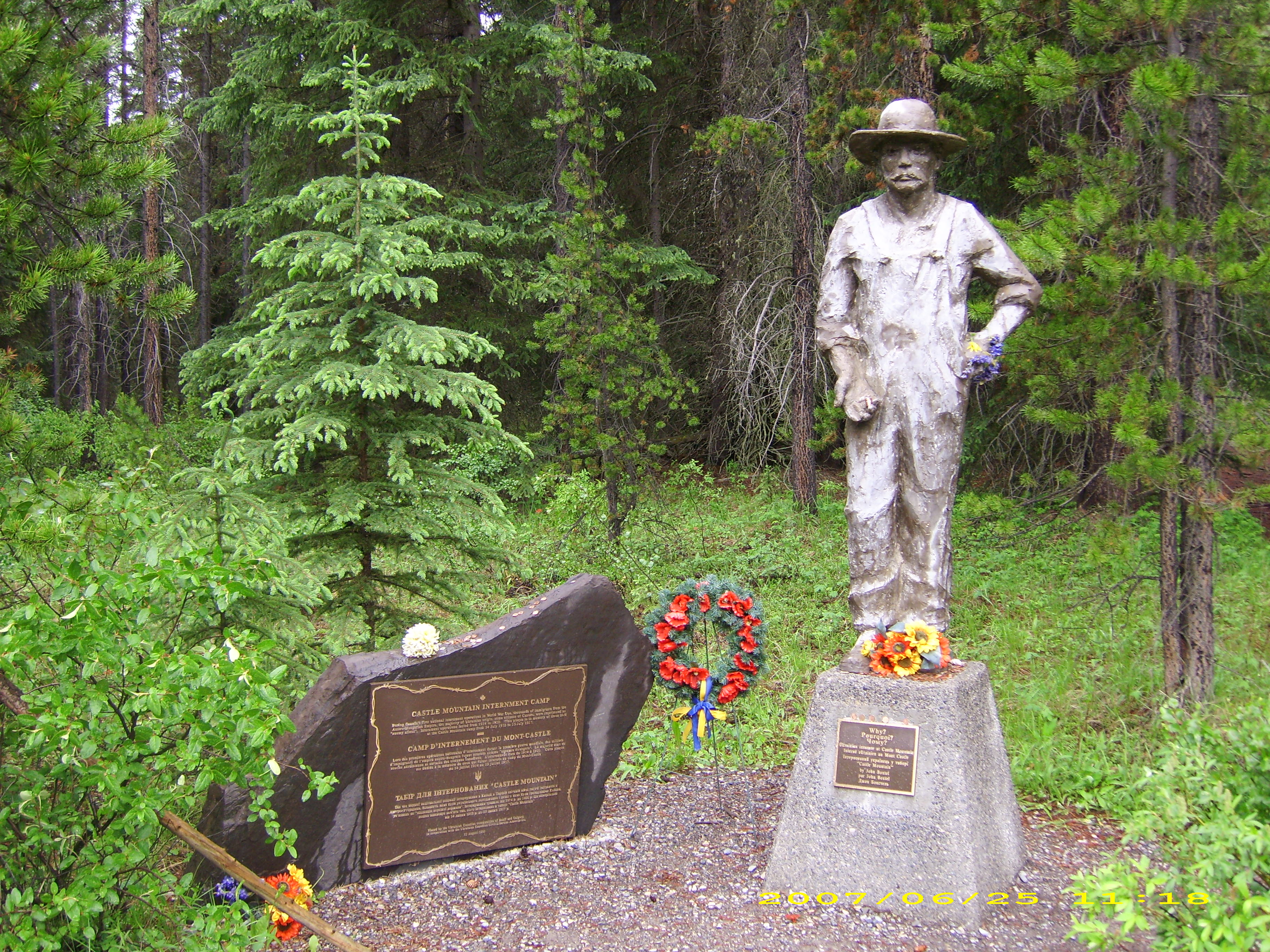
Statua upamiętniająca to wydarzenie, z podpisem w trzech językach (angielski, francuski, ukraiński) "Why?" / "Pourquoi?" / "Чому?" (pol. Czemu), stworzona przez Johna Boxtela.

Internowanie ukraińskich obywateli Kanady miało miejsce w czasie I wojny światowej i krótko po niej (w latach 1914–1920), dotyczyło Ukraińców – dawnych i ówczesnych obywateli Austro-Węgier, jak również obywateli kanadyjskich innych narodowości zamieszkujących tereny Państw Centralnych.
Osadzono ich w 24 obozach pracy oraz obozach internowania. Według oficjalnych danych było to 8579 osób pochodzenia ukraińskiego, w tym 5954 obywateli Austro-Węgier, głównie narodowości ukraińskiej.
W 2005 premier Kanady, Paul Martin, przeprosił internowanych za ciemne strony historii Kanady, a rząd kanadyjski wyasygnował 2,5 mln dolarów na sfinansowanie miejsc pamięci związanych z internowaniem oraz programu oświatowo-badawczego dotyczącego internowania.

## Literatura
- Lubomyr Łuciuk (2001). „In Fear of the Barbed Wire Fence: Canada’s First National Internment Operations and the Ukrainian Canadians, 1914-1920”. Kingston: Kashtan Press.
- Orest Martynowycz (1991), „Registration, Internment and Censorship”, in Ukrainians in Canada: The formative period, 1891–1924, s. 323–334. Edmonton: Canadian Institute of Ukrainian Studies. ISBN 0-920862-76-4.